# UDP-GlcA/UDP-GalNAc-Transporter
Der UDP-GlcA/UDP-GalNAc-Transporter (UGTREL7, SLC35D1) ist ein Protein in der Membran des endoplasmatischen Retikulums von Tierzellen, das den Transport von UDP-Glucuronat und UDP-N-Acetylgalactosamin in das ER katalysiert. Dieser Transport ist essenziell für den Aufbau von Knorpel bereits während der embryonalen Entwicklung. Mutationen im SLC35D1-Gen sind Ursache für die seltene Schneckenbecken-Dysplasie, einer erblichen letalen Entwicklungsstörung.